# К-451 (атомний підводний човен СРСР)
| К-451                                                                          | К-451                                                                               | К-451                                                                               |
| ------------------------------------------------------------------------------ | ----------------------------------------------------------------------------------- | ----------------------------------------------------------------------------------- |
| К-451                                                                          |                                                                                     |                                                                                     |
|                                                                                |                                                                                     |                                                                                     |
| Схематичне зображення радянського атомного підводного човна типу 667АУ «Налим» |                                                                                     |                                                                                     |
| Верф                                                                           | завод № 199, Комсомольськ-на-Амурі                                                  | завод № 199, Комсомольськ-на-Амурі                                                  |
| Під прапором                                                                   | СРСР                                                                                | СРСР                                                                                |
| Належність                                                                     | Військово-морський флот СРСР                                                        | Військово-морський флот СРСР                                                        |
| Порт приписки                                                                  | Вілючинськ, Бухта Крашеніннікова                                                    | Вілючинськ, Бухта Крашеніннікова                                                    |
| Закладений                                                                     | 23 лютого 1972                                                                      | 23 лютого 1972                                                                      |
| Спуск на воду                                                                  | 29 квітня 1973                                                                      | 29 квітня 1973                                                                      |
| Введений до складу флоту                                                       | 7 вересня 1973                                                                      | 7 вересня 1973                                                                      |
| Перейменований                                                                 | з 29 жовтня 1978 року — «60 років ВЛКСМ»                                            | з 29 жовтня 1978 року — «60 років ВЛКСМ»                                            |
| Виведений зі складу флоту                                                      | 16 червня 1991 року виведений зі складу флоту                                       | 16 червня 1991 року виведений зі складу флоту                                       |
| На службі                                                                      | 1973–1991                                                                           | 1973–1991                                                                           |
| Сучасний статус                                                                | 1999 року утилізований                                                              | 1999 року утилізований                                                              |
| Бойовий досвід                                                                 | Холодна війна                                                                       | Холодна війна                                                                       |
| Проєкт                                                                         |                                                                                     |                                                                                     |
| Тип ПЧ                                                                         | атомний підводний човен                                                             | атомний підводний човен                                                             |
| Розробник проєкту                                                              | ЦКБ МТ «Рубін»                                                                      | ЦКБ МТ «Рубін»                                                                      |
| Головний конструктор                                                           | Ковальов С. М.                                                                      | Ковальов С. М.                                                                      |
| Класифікація НАТО                                                              | Yankee-I                                                                            | Yankee-I                                                                            |
| Основні характеристики                                                         |                                                                                     |                                                                                     |
| Швидкість (надводна)                                                           | 15 вузлів (29 км/год)                                                               | 15 вузлів (29 км/год)                                                               |
| Швидкість (підводна)                                                           | 28 вузлів (54 км/год)                                                               | 28 вузлів (54 км/год)                                                               |
| Робоча глибина занурення                                                       | 320 м                                                                               | 320 м                                                                               |
| Гранична глибина занурення                                                     | 400 м                                                                               | 400 м                                                                               |
| Автономність плавання                                                          | 90 діб                                                                              | 90 діб                                                                              |
| Екіпаж                                                                         | 119 осіб (32 офіцери, 38 мічманів, 49 матросів)                                     | 119 осіб (32 офіцери, 38 мічманів, 49 матросів)                                     |
| Розміри                                                                        |                                                                                     |                                                                                     |
| Довжина найбільша (по КВЛ)                                                     | 128 м                                                                               | 128 м                                                                               |
| Ширина корпусу найб.                                                           | 11,7 м                                                                              | 11,7 м                                                                              |
| Середня осадка (по КВЛ)                                                        | 7,9 м                                                                               | 7,9 м                                                                               |
| Водотоннажність надводна                                                       | 7 760 т                                                                             | 7 760 т                                                                             |
| Водотоннажність підводна                                                       | 11 500 т                                                                            | 11 500 т                                                                            |
| Силова установка                                                               |                                                                                     |                                                                                     |
| Атомна: 2 × водо-водяні ректори ВМ-2-4                                         |                                                                                     |                                                                                     |
| Гвинти                                                                         | 2                                                                                   | 2                                                                                   |
| Потужність                                                                     | 180 МВт                                                                             | 180 МВт                                                                             |
| Озброєння                                                                      |                                                                                     |                                                                                     |
| Торпедно- мінне озброєння                                                      | 4 ТА калібру 533-мм (16 торпед, дві з ядерною ГЧ), 2 ТА калібру 400-мм (4-6 торпед) | 4 ТА калібру 533-мм (16 торпед, дві з ядерною ГЧ), 2 ТА калібру 400-мм (4-6 торпед) |
| Ракетне озброєння                                                              | ракетний комплекс Д-5У з БРПЧ 16 ракет Р-27У (РСМ-25)                               | ракетний комплекс Д-5У з БРПЧ 16 ракет Р-27У (РСМ-25)                               |

К-451 (рос. К-451) — радянський атомний підводний човен проєкту 667АУ «Налим». Закладений 23 лютого 1972 року на заводі № 199 у Комсомольську-на-Амурі під заводським номером 158 як крейсерський підводний човен з балістичними ракетами проєкту 667А «Навага», добудовувався за проектом 667АУ «Налим». 29 квітня 1973 року спущений на воду. 7 вересня 1973 року включений до складу Тихоокеанського флоту ВМФ СРСР.

## Історія служби
27 вересня 1973 року К-451 увійшов до складу 25-ї дивізії підводних човнів 2-ї флотилії підводних човнів Тихоокеанського флоту ВМФ СРСР з базуванням у бухті Крашеніннікова (Вілючинськ). У жовтні-грудні 1973 року здійснив перше автономне плавання. 13 серпня 1976 року переведений до складу 8-ї дивізії ПЧ 2-ї флотилії ПЧ.
16 червня 1991 року, за договором ОСВ-1 виведений зі складу морських стратегічних ядерних сил (МСЯС), виключений із бойового складу ВМФ. Після вирізки ракетних відсіків поставлено на СРЗ-30 у Шкотово-22 (бухта Чажма) на прикол.